# Jósika–Mikes–Széchenyi-kastély
A tordaszentlászlói Jósika–Mikes–Széchenyi-kastély műemlék épület Romániában, Kolozs megyében. A romániai műemlékek jegyzékében a  CJ-II-m-B-07753 sorszámon szerepel.